# Лукьяновка (приток Мезенки)
Лукьяновка — река в Московской области России, правый приток Мезенки.
Протекает в юго-западном направлении по территории муниципального округа Егорьевск и Коломенского городского округа.
Берёт начало в заболоченном лесу северо-западнее деревни Тимшино на высоте более 158,9 метра над уровнем моря; впадает в Мезенку ниже села Дмитровцы, рядом с автодорогой Р115 «Егорьевск — Коломна — Кашира — Ненашево»:222.
Длина — 7 километров. Питание в основном происходит за счёт талых снеговых вод. Замерзает обычно в середине ноября, вскрывается в середине апреля:7—8.
На реке расположена деревня Исаиха.